# 마테오 무사키오
마테오 파블로 무사키오(스페인어: Mateo Pablo Musacchio, 1990년 8월 26일 ~ )는 아르헨티나의 전 축구 선수로, 중앙 수비수로 활약했다.
그는 19세의 나이에 비야레알로 이적해 프로 선수 생활의 대부분을 보냈고, 249번의 라리가 경기에 출전하여 7골을 넣었다. 2017년, 그는 이탈리아 세리에 A의 밀란으로 이적했으며 4년 후, 같은 리그의 라치오에 입단했다.
무사키오는 2011년 아르헨티나 국가대표로 데뷔했다.

## 클럽 경력

### 리버 플레이트
리버 플레이트 유소년 팀을 졸업한 무사키오는 산타페주, 로사리오에서 태어났으며, 2006-07 시즌에 16세의 나이로 1군 데뷔전을 치렀고, 4경기에 출전했다. 그는 이듬해 클라우수라에서 우승한 팀의 일원이었지만, 어떤 경기에도 출전하지 않았다.

### 비야레알
2009년 8월, 무사키오는 스페인의 비야레알로 이적하였고, 처음에는 리저브 팀인 세군다 디비시온의 B 팀으로 배정되었다. 9월 5일, 그는 3-1로 패한 코르도바 CF와의 경기에서 리저브 팀 소속으로 공식 데뷔전을 치렀다. 리저브 팀은 세군다 디비시온 첫 시즌에 기대 이상의 성적을 거두며 7위를 차지했다.
2010년 2월 13일, 비-EU 국적 선수 규정에서 벗어난 무사키오는, 2-1로 이긴 아틀레틱 빌바오와의 홈경기에서 막판 15분을 뛰며 라리가 데뷔전을 치렀다. 그 순간부터, 그는 비야레알의 1군으로 완전히 승격되었고, 경험이 풍부한 이반 마르카노와 아르헨티나 동포 곤살로 로드리게스를 차례로 제치고 주전 수비수 1순위로 올라섰다.
무사키오는 에스타디오 데 라 세라미카에서 활약하는 동안 여러 차례 부상 문제를 겪었다.

### 밀란
2017년 5월 30일, 메디컬 테스트를 통과한 지 8일 후, 무사키오는 이탈리아 세리에 A의 밀란과 4년 계약을 맺고 이적했다. 그는 첫 시즌에 세리에 A에서 15경기에 출전해 팀이 6위로 시즌을 마치며  UEFA 유로파리그에 진출하는 데 기여했다.
레오나르도 보누치가 유벤투스 FC로 떠나고 마티아 칼다라가 두 차례 장기 부상을 당하면서 무사키오는 선발 선수로 나서게 되었고, 팀의 새로 임명된 주장 알레시오 로마뇰리와 종종 호흡을 맞췄다. 2020년 6월, 이탈리아에서 코로나-19 범유행 이후 리그 경기가 재개되기 직전, 그는 왼쪽 발목 수술을 받아 남은 경기에 결장했다.
2021년 1월 12일, 무사키오는 0-0으로 비긴 후, 승부차기로 이긴 토리노 FC와의 코파 이탈리아 16강 경기에서 선발 출전하며 62분간 뛰며 10개월 만에 부상에서 회복한 후 복귀 경기를 치렀다.

### 라치오
2021년 1월 27일, SS 라치오는 무사키오와 계약을 맺었다고 발표했다. 그는 시즌 종료 후 방출되었다.
2년 넘게 클럽 없이 지내던 무사키오는 결국 32세의 나이에 현역 은퇴를 결정했다.

## 국가대표팀 경력
2011년 5월, 무사키오는 나이지리아와 폴란드와의 친선 경기를 앞두고 세르히오 바티스타 감독이 25세 이하 선수들만 선발하면서 아르헨티나 축구 국가대표팀의 부름을 받았다. 6월 2일, 그는 4-1로 패한 나이지리아와의 경기에서 아르헨티나 축구 국가대표팀 데뷔전을 치렀다.
2017년, 잔니 데 비아시 알바니아 대표팀 감독은 무사키오에게 알바니아를 대표해 뛰는 것에 관심이 있는지 물었지만, 무사키오는 자신이 태어난 나라를 대표하고 싶다는 이유로 거절했다.

## 플레이스타일
AC 밀란의 공식 발표 보도 자료에서 무사키오를 성격과 민첩성을 갖춘 "매우 강인한 중앙 수비수"로 묘사했으며, 무사키오는 또한 마킹과 블로킹 능력이 뛰어나며, 그리고 그가 움직임을 시작하고 짧은 패스 플레이를 좋아한다고 강조했다.

## 사생활
무사키오의 친조부모는 알바니아인으로 이탈리아 몰리세 지역 포르토칸노네 출신의 아르버레셔인이다. 무사키오라는 이름은 알바니아 중남부의 무자카 지역에서 유래했으며, 이탈리아의 알바니아 공동체에서 널리 사용되었다.

## 수상 내역
리버 플레이트
- 아르헨티나 프리메라 디비시온: 클라우수라 2008[4]